# 30444 Shemp
30444 Shemp è un asteroide della fascia principale. Scoperto nel 2000, presenta un'orbita caratterizzata da un semiasse maggiore pari a 2,7726764 UA e da un'eccentricità di 0,1704294, inclinata di 8,02313° rispetto all'eclittica.